# Distrikt Ambo
Der Distrikt Ambo liegt in der Provinz Ambo in der Region Huánuco in Zentral-Peru. Der Distrikt wurde am 21. Oktober 1912 gegründet. Er hat eine Fläche von 287 km². Beim Zensus 2017 wurden 21.890 Einwohner gezählt. Im Jahr 1993 lag die Einwohnerzahl bei 13.833, im Jahr 2007 bei 15.745. Verwaltungssitz des Distriktes ist die 2064 m hoch gelegene Provinzhauptstadt Ambo mit 7611 Einwohnern (Stand 2017). Diese liegt an der Einmündung des Río Huertas in den Río Huallaga 22 km südlich der Regionshauptstadt Huánuco.

## Geographische Lage
Der Distrikt Ambo liegt in der peruanischen Zentralkordillere im zentralen Nordosten der Provinz Ambo. Der Río Huallaga durchfließt den Distrikt in nördlicher Richtung.
Der Distrikt Ambo grenzt im Westen an den Distrikt Huácar, im Norden an die Distrikte Conchamarca und Tomaykichwa, im Osten an die Distrikte Molino und Panao (beide in der Provinz Pachitea) sowie im Süden an den Distrikt San Rafael.